# Franta Sauer
František „Franta“ Sauer (4. prosince 1882 Praha – 26. března 1947 Praha) byl český spisovatel, příslušník pražské umělecké bohémy. Byl blízkým přítelem spisovatele Jaroslava Haška.

## Život

### Mládí
Pocházel z chudých poměrů, byl sedmé z osmi dětí Jana Sauera a Barbory, rozené Hájkové. Rodiče byli negramotní,[zdroj?] otec vykonával nejrůznější povolání (kotlář, uzenkář), matka byla služebná. Své vzdělání ukončil po několika propadnutích ve 2. ročníku měšťanské školy a vyučil se zámečníkem. Po tovaryšských cestách se vrátil na Žižkov, kde žil s matkou a sestrou na různých adresách (jedna z nich byla v Jeronýmově ulici 3).

### Žižkovský bouřlivák

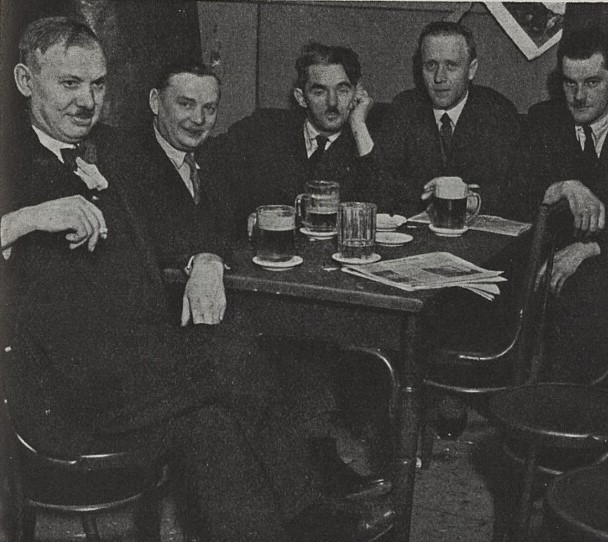
Franta Sauer (zcela vlevo, snímek Světozor 1936)

Vystřídal mnoho povolání, názorově byl blízký nejprve sociální demokracii (jejíž byl krátkou dobu členem), později anarchistům. Jeho vystupování bylo často na hranici zákona, byl opakovaně odsouzen k pokutám i vězněn (za pašování cukerinu). Historky ze Sauerova života kolovaly v tisku či jím byly parafrázovány.
V listopadu 1918 zorganizoval stržení Mariánského sloupu na Staroměstském náměstí. V článku v Rudém právu z 4. 11. 1923 (3 roky po vytištění publikace Franta Habán ze Žižkova s popisem události) se k činu veřejně přihlásil. Během soudu se hájil, že nechtěl sloup poškodit, pouze odstranit z vlasteneckých důvodů. Soud, který se konal roku 1924, považoval čin za promlčený.
Na Žižkově měl, podle vlastních vzpomínek, po roce 1918 organizovat spolek Černá ruka, který do zatajených bytů nastěhovával nebydlící. (Takto je též zmíněn v románu Anna proletářka Ivana Olbrachta, ve kterém Anně zajistí byt.) Účastnil se dle vlastních vzpomínek rekonstrukce bitvy na Vítkově v roce 1920, ale akci cíleně poškodil opitím komparsistů, čímž zapříčinil skutečnou rvačku a "výhru" křižáckých vojsk.

### Haškův přítel
František Sauer byl přítelem Jaroslava Haška, mezi další jeho přátele patřili Zdena Ančík (1900–1972), Vratislav Hugo Brunner (1886–1928), Zdeněk Matěj Kuděj (1881–1955), Josef Lada (1887–1957), Emil Artur Longen (1885–1936), Xena Longenová (1891–1928), Jaroslav Panuška (1872–1958) a jiní.
V letech 1921 a 1922 byl spolu s Haškem vydavatelem prvního sešitového vydání Osudů dobrého vojáka Švejka za světové války (díl I. a II.) Sauer zajistil pro vydání prvního dílu potřebný kapitál a po získání prostředků z jeho prodeje přesvědčil Haška, aby psal pokračování.

### Protektorát a osvobození
Na konci války byl zatčen pro šíření spisů T. G. Masaryka a převezen do Terezína. Na jaře 1945 byl propuštěn pro onemocnění tuberkulózou, která byla příčinou jeho smrti v roce 1947. Před smrtí vykonal generální zpověď v klášteře františkánů u kostela Panny Marie Sněžné na Jungmannově náměstí. Zemřel v nemocnici Pod Petřínem opatřen posledním pomazáním.

## Citát
Když vzpomínám na lidi, které jsem znal ze svého mládí, nemohu nevzpomenout na dalšího barda pražské bohémy, na Frantu Sauera. Chodíval k mamince do hospody Čtrnáctky, byl kamarádem Haška a Longena, o obou také napsal vzpomínky. Často jsem se s ním setkával např. u Pinkasů. A zažil jsem i jeho osobitý humor, který ho málokdy opouštěl... Franta Habán ze Žižkova, autor věčně půvabných Pašeráků, mi dokonce vystavil legitimaci Haškovy někdejší Strany mírného pokroku v mezích zákona. A v mé paměti zůstal jako bodrý a správný chlap s jiskrou a velkým smyslem pro humor; ostatně Haškův věrný společník nemohl být jiný. 
Jarka Mottl

## Posmrtná připomínka
V Praze 3-Žižkově je po něm od roku 1975 pojmenována ulice Sauerova nedaleko Olšanských hřbitovů.

## Dílo
František Sauer psal též pod pseudonymy Fr. Habán, Franta Habán ze Žižkova, Franta Kysela.

### Příspěvky do perodik
V letech 1911–1935 přispíval do řady deníků a časopisů, např. České slovo, Právo lidu, Rudé právo a Trn.

### Knižní vydání
- Franta Habán ze Žižkova (obrázky z doby popřevratové napsal F. Kysela, I. a II. díl, Praha: Ladislav Šotek, 1920; další vyd. Ladislav Šotek 1923, Nakladatelství politické literatury 1965 - k vydání připravila, předmluvu, ediční poznámku a vysvětlivky napsala Marie Šolleová, Praha, Nakladatelství politické literatury)
- Naše luza jesuité a diplomaté (historický doklad svržení mariánského sloupu na Staroměstském náměstí v Praze, napsal Franta Sauer-Kysela ze Žižkova, Praha, nákladem vlastním, 1923)
- In memoriam Jaroslava Haška (naps. František Sauer a Ivan Suk, Praha, nákl. vydav., 1924)
- Pašeráci (V Praze, Pokrok, 1929)
- Emil Artur Longen a Xena (aut. Franta Sauer, Stanislav Klika, obrazy opatřil a grafickou úpravu provedl Sláva Kittner, vzpomínku na E.A. Longena od E. E. Kische přeložila Jarmila Haasová, Praha, Franta Sauer, 1936)
- Pašeráci (il. František Bidlo, Praha, Knihovna Rudého práva, 1947; další vyd. Svoboda, 1948, Práce 1950, 1951, 1957 a 1968-il. František Freiwillig)
- Haškův poslední podnik (Veselohra o šesti obrazech, Praha: Dília, 1953)

### Hry
- Franta Habán ze Žižkova (1933)[23]
- Haškův poslední podnik (1946)[24]

### Filmografie
Franta Sauer vystoupil v několika drobnějších rolích v českých filmech:
- 1947 Čapkovy povídky (role opilce v krčmě, režie Martin Frič)
- 1931 Miláček pluku (role šikovatele Klosa, zpěvák, režie Emil Artur Longen)
- 1931 Poslední bohém (tajný Firnádl, režie Svatopluk Innemann)
- 1931 Skalní ševci (role bačkoráře Kysely, režie Emil Artur Longen)
- 1931 Ze soboty na neděli (role opilce, zpěvák, režie Gustav Machatý)

## Umělecké inspirace
- Franta Sauer (pod změněným jménem Oskar) je hlavní postavou epické básně Pražská legenda českého katolického básníka Václava Renče, která pojednává o působení Panny Marie v dějinách českého národa a v osobním životě konkrétního člověka. Sauerův skutečný příběh o stržení pražského Mariánského sloupu se v básni postupně transformuje do roviny eschatologie hříšníka, který promarnil celý svůj život, ale v poslední chvíli se obrátil, litoval svých činů, prosil za odpuštění a dostal jej.[25]
- Franta Sauer je také jednou z postav románu Ivana Olbrachta Anna proletářka (ve filmovém zpracování z roku 1952 ho hrál Otomar Krejča).
- Antonín Zápotocký ho uvedl pod jménem Franta Habán v románu Bouřlivý rok.